# Ozoroa insignis
Espèce
Synonymes
- Anaphrenium abyssinicum Hochst.[1]
- Anaphrenium insigne (Delile) Fiori[1]
- Anaphrenium mucronatum Bernh.[1]
- Heeria insignis (Delile) Kuntze[1]
- Ozoroa insignis subsp. insignis[1]
- Rhus insignis (Delile) Oliv.[1]
- Rhus mucronifolia Sond.[1]
- Rhus salicifolia C.Presl[1]

Ozoroa insignis est une espèce de plantes de la famille des Anacardiaceae et du genre Ozoroa, présente en Afrique tropicale.

## Description
C'est un arbuste ou petit arbre atteignant 5 à 7 m de hauteur, avec de petites fleurs de couleur crème et des fruits noirs luisants.

## Distribution
L'espèce est présente en Afrique tropicale, du Sénégal à la Somalie, vers le sud en Namibie, au Botswana et au Mozambique, également au Yémen. 

## Habitat
On la rencontre à une altitude comprise entre 0 et 2 200 m, dans la savane ou la forêt ouverte, souvent dans des endroits escarpés, des sols dénudés, des pentes rocheuses.

## Utilisation
Les fruits sont parfois consommés. Les femmes zoulou les écrasent pour parfumer leurs cheveux.
Le bois rouge est dur et résistant, cependant facile à travailler, mais on s'en sert surtout pour le bois de chauffe et un charbon de bois de très bonne qualité.
L'espèce connaît de multiples utilisations en médecine traditionnelle. À titre d'exemples, racines et écorce sont réputées cholagogues, purgatives et vermifuges. Des décoctions visent les troubles rénaux et hépatiques, les ulcères et les hernies, les infections de la gorge, les douleurs dans la poitrine, la diarrhée, la bilharziose. On prête des vertus aphrodisiaques aux racines. Avec les feuilles, on traite l'otite, les coliques, la dysenterie, les douleurs musculaires, la fièvre.

## Liste des sous-espèces
Selon Catalogue of Life (27 juin 2020) :
- sous-espèce Ozoroa insignis subsp. insignis
- sous-espèce Ozoroa insignis subsp. latifolia
- sous-espèce Ozoroa insignis subsp. reticulata
- variété Ozoroa insignis var. intermedia

Selon The Plant List (27 juin 2020) :
- sous-espèce Ozoroa insignis subsp. reticulata (Baker f.) J.B.Gillett

Selon Tropicos (27 juin 2020) (Attention liste brute contenant possiblement des synonymes) :
- sous-espèce Ozoroa insignis subsp. insignis
- sous-espèce Ozoroa insignis subsp. latifolia R. Fern.
- sous-espèce Ozoroa insignis subsp. reticulata (Baker f.) J.B. Gillett